# Ebersdorfer Koggenmodell
Das Ebersdorfer Koggenmodell ist ein hölzernes Schiffsmodell und eine Votivgabe aus dem Anfang des 15. Jahrhunderts. Es befindet sich in der Ebersdorfer Stiftskirche im Chemnitzer Stadtteil Ebersdorf. Das vorbildähnliche Modell gehört zu den ältesten in Europa und bildet für die Schiffsarchäologie eine ergänzende Quelle zur Schiffbaugeschichte.

## Herkunft
Über die Herkunft oder den Anlass der Schenkung gibt es keine gesicherten Angaben. Steusloff zitiert lediglich aus einer Publikation die sagenhafte Herkunft des Modells:

„Ein gewisser Junker Wolf von Lichtenwalde war ins gelobte Land gezogen, um dort gegen die Saracenen zu kämpfen. Er hatte alle Gefahren und Anstrengungen des Krieges glücklich überwunden und kehrte jetzt mit Schätzen beladen nach seinem Vaterlande zurück, wo ihn eine liebe Braut erwartete. Da begab es sich, dass das Schiff, auf dem er nach Venedig segelte, von einem furchtbaren Sturm überfallen ward. Keine Geschicklichkeit des seekundigen Kapitäns, noch die übermenschlichen Anstrengungen vermochten dem Andrange der wütenden Elemente zu widerstehen, und jeder sah dem Untergang des Schiffes in nächster Zeit entgegen. Da sank der sonst so mutige Kreuzfahrer in wilder Verzweiflung auf die Knie und gelobte der heiligen Jungfrau zu Ebersdorf, dass, wenn sie ihn aus dieser Todesnot befreien und glücklich in sein Ahnenschloß zurückkehren lassen werde, er ihr ein mit ganz gutem Gold gefülltes Schiffchen als Opfer darbringen wolle, und solle er auch sein ganzes Eigentum dazu aufwenden. Und siehe, fast augenblicklich legte sich der Sturm, die Wogen glätteten sich und ein günstiger Wind trieb das Schiff schnell und glücklich in den sicheren Hafen. Der Ritter vergaß aber nach seiner glücklichen Heimkehr sein Gelübde nicht. Er ließ von einem geschickten Künstler ein Schiffchen anfertigen, füllte es mit Gold und hing es zum ewigen Andenken in der Kirche zu Ebersdorf am Altare der heiligen Jungfrau auf.“

In dieser früheren Wallfahrts- und heutigen Stiftskirche im Ortsteil Ebersdorf der Stadt Chemnitz ist das Modell noch heute vorhanden. Während es sich früher unter der Orgelbühne befand, ist es heute in der Nordkapelle zu sehen.

## Das Modell

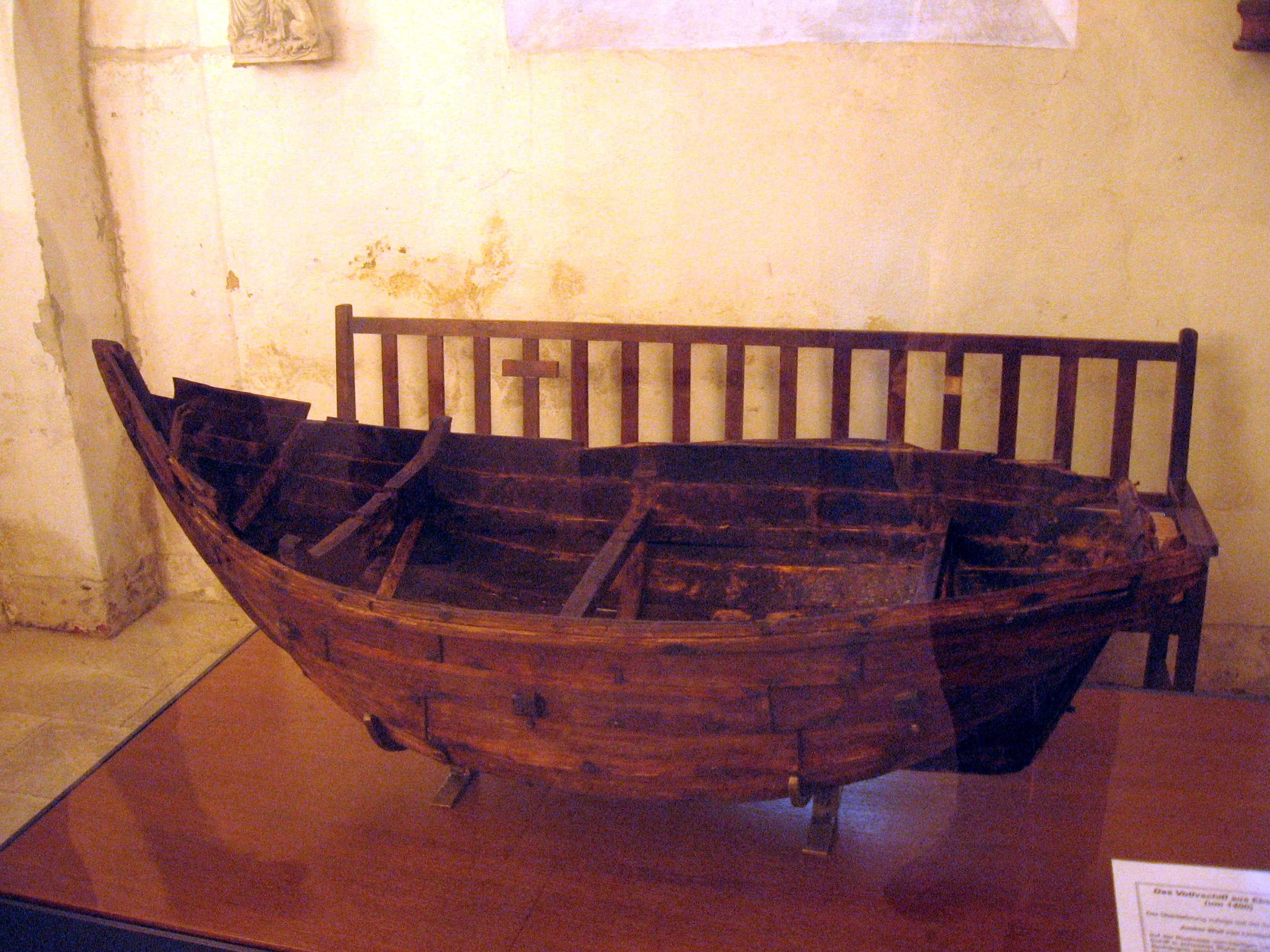
Das Schiffsmodell in der Stiftskirche Ebersdorf

Der heutige Zustand des Modells zeigt nur noch eine hölzerne Rumpfschale mit wenigen Innenhölzern. Von ihnen sind nur noch vier Spantpaare mit Decks- oder Raumbalken erhalten. Die Beplankung ist durchgehend geklinkert. Der Achtersteven verläuft gerade nach achtern geneigt, während der Vorsteven einem leichten Bogen beschreibt. Hinweise auf eine Takelage fehlen. Am Achtersteven deuten Ruderösen auf ein Heckruder hin. Die wenigen Hölzer am Heck erschweren eine Rekonstruktion des Achterkastels. Alle Details und der Rumpf in seinen Verhältnissen zeigen keine Bearbeitungen aus jüngerer Zeit. Schwarze Verfärbungen können auf Brandschäden hindeuten oder auch von einer Teerschicht stammen.

## Bedeutung
Auf der Werft des Freilichtmuseums Ukranenland wurde ein Nachbau eines mittelalterlichen Schiffes gebaut. Dabei dient das Ebersdorfer Modell als eine der Vorlagen. Ergänzt wird der Nachbau durch archäologische und bildliche Quellen aus der ersten Hälfte des 15. Jahrhunderts. Für diesen Zweck wurde das Votivschiff vor Ort vom Institut für Fertigungstechnik und Logistik der Universität Rostock mit einem 3D-Laserscanner aufgemessen.
Die Besonderheit des Modells sind die vielen Punkte, die einerseits von Wrackfunden älterer Zeit bekannt sind, andererseits aber auch in bildlichen Darstellungen jüngeren Datums zu sehen sind. Damit liegt eine dritte Quellenform für die Phase des Übergangs von großen Einmastern zu mehrmastigen Schiffen vor. Allerdings fehlen vom Modell naturwissenschaftliche Veröffentlichungen zur Altersbestimmung.
Das Mataró-Modell im Maritiem Museum Rotterdam wird auf eine Entstehungszeit um 1420 bis etwa 1450 geschätzt. Obwohl es damit jünger als das Ebersdorfer Modell ist, wird behauptet, das Rotterdamer Modell „sei das älteste Modell Europas“.